# 118768 Carlosnoriega
118768 Carlosnoriega è un asteroide della fascia principale. Scoperto nel 2000, presenta un'orbita caratterizzata da un semiasse maggiore pari a 2,7942604 au e da un'eccentricità di 0,0823867, inclinata di 6,41461° rispetto all'eclittica.